# Альменнінг
Альменнінг (від норв. almenning — володіння усіх людей) — земельні угіддя в Скандинавії (ліси, луки, придатні для обробки ґрунти, води), що знаходилися в спільній власності жителів даного села чи місцевості. Люди, які потребували орної землі могли з загальної згоди жителів села чи сусідів якщо жили хуторами могли взяти собі з альменнінгу. Звичаєве право дозволяло бондам прирізати до своїх ділянок землю зі спільних угідь. В Данії та Норвегії на початку XIV століття королівська влада встановила свою зверхність над альменнінгом. В Швеції ще в XIV столітті зустрічалися альменнінги цілих областей та місцевостей і тільки в 1542 році усі необроблюванні землі було оголошено власністю корони.